# NB-14 Pionir
NB-14 Pionir bio je naoružani brod u sastavu mornarice NOVJ. Izvorno je to bio njemački brod kojeg su 14. travnja 1944. potopili saveznički zrakoplovi. Nakon četiri provedena mjeseca na dnu uvale, brod su izvukli partizani i u manje od mjesec dana pretvorili ga u naoružani brod.
Nakon završetka rata još neko vrijeme je služio u jugoslavenskoj ratnoj mornarici kao brod za transport materijala nakon čega je konačno otpisan.